# Nils Hellsten (turner)
Nils Robert Hellsten (Stockholm, 7 oktober 1885 - Stockholm, 14 november 1963) was een Zweeds turner.
Hellsten won in 1908 op het onderdeel team meerkamp met de Zweedse ploeg olympisch goud.

## Olympische Zomerspelen
| Jaar | Plaats | Resultaten |
| ---- | ------ | ---------- |
| 1908 | Londen | team       |